# Lista de episódios de 9-1-1
9-1-1 é uma série de televisão de drama procedual americano criada por Ryan Murphy, Brad Falchuk e Tim Minear para a Fox. A série segue a vida dos socorristas de Los Angeles: policiais, paramédicos, bombeiros e despachantes.
A série estreou em 3 de janeiro de 2018. 9-1-1 é uma produção entre Reamworks, Ryan Murphy Television e 20th Century Fox Television e distribuída pela 20th Television. Em março de 2019, a Fox renovou a série para uma terceira temporada, que estreou em 23 de setembro de 2019. Em 13 de abril de 2020 a Fox renovou a série para quarta temporada que estreou em 18 de janeiro de 2021. Em 17 de maio de 2021, a Fox renovou a série para quinta temporada, que estreou em 20 de setembro de 2021. Em 16 de maio de 2022, a Fox renovou a série para uma sexta temporada que estreou em 19 de setembro de 2022. Em maio de 2023, a série foi cancelada pela Fox após seis temporadas e foi renovada para uma sétima temporada pela ABC. A sétima temporada estreou em 14 de março de 2024. Em 2 de abril de 2024, a ABC renovou a série para uma oitava temporada, lançada em 26 de setembro de 2024. Em 3 de abril de 2025, a ABC renovou a série para uma nona temporada. 

## Resumo
| Temporada | Temporada | Episódios | Exibição original      | Exibição original   |
| Temporada | Temporada | Episódios | Estreia da temporada   | Final da temporada  |
| --------- | --------- | --------- | ---------------------- | ------------------- |
|           | 1         | 10        | 3 de janeiro de 2018   | 21 de março de 2018 |
|           | 2         | 18        | 23 de setembro de 2018 | 13 de maio de 2019  |
|           | 3         | 18        | 23 de setembro de 2019 | 18 de maio de 2020  |
|           | 4         | 14        | 18 de janeiro de 2021  | 24 de maio de 2021  |
|           | 5         | 18        | 20 de setembro de 2021 | 16 de maio de 2022  |
|           | 6         | 18        | 19 de setembro de 2022 | 15 de maio de 2023  |
|           | 7         | 10        | 14 de março de 2024    | 30 de maio de 2024  |
|           | 8         | 18        | 26 de setembro de 2024 | 15 de maio de 2025  |

## Episódios

### 1.ª temporada (2018)
| N.º na série | N.º na temp. | Título                  | Dirigido por          | Escrito por                            | Exibição original       | Audiência nos Estados Unidos (milhões) |
| ------------ | ------------ | ----------------------- | --------------------- | -------------------------------------- | ----------------------- | -------------------------------------- |
| 1            | 1            | "Pilot"                 | Bradley Buecker       | Ryan Murphy, Brad Falchuk e Tim Minear | 3 de janeiro de 2018    | 6,83                                   |
| 2            | 2            | "Let Go"                | Gwyneth Horder-Payton | Ryan Murphy, Brad Falchuk e Tim Minear | 10 de janeiro de 2018   | 5,55                                   |
| 3            | 3            | "Next of Kin"           | Barbara Brown         | John J. Gray                           | 17 de janeiro de 2018   | 6,21                                   |
| 4            | 4            | "Worst Day Ever"        | Bradley Buecker       | Zachary Reiter                         | 24 de janeiro de 2018   | 6,57                                   |
| 5            | 5            | "Point of Origin"       | Gwyneth Horder-Payton | Erica L. Anderson                      | 31 de janeiro de 2018   | 6,21                                   |
| 6            | 6            | "Heartbreaker"          | Bradley Buecker       | Matthew Hodgson                        | 7 de fevereiro de 2018  | 6,64                                   |
| 7            | 7            | "Full Moon (Creepy AF)" | Maggie Kiley          | Adam Penn                              | 28 de fevereiro de 2018 | 5,95                                   |
| 8            | 8            | "Karma's a Bitch"       | Barbara Brown         | Kristen Reidel                         | 7 de março de 2018      | 6,05                                   |
| 9            | 9            | "Trapped"               | Gwyneth Horder-Payton | Adam Glass e Aristotle Kousaki         | 14 de março de 2018     | 6,55                                   |
| 10           | 10           | "A Whole New You"       | Bradley Buecker       | Ryan Murphy, Brad Falchuk e Tim Minear | 21 de março de 2018     | 6,63                                   |

### 2.ª temporada (2018–2019)
| N.º na série | N.º na temp. | Título                      | Dirigido por          | Escrito por                 | Exibição original      | Audiência nos Estados Unidos (milhões) |
| ------------ | ------------ | --------------------------- | --------------------- | --------------------------- | ---------------------- | -------------------------------------- |
| 11           | 1            | "Under Pressure"            | Gwyneth Horder-Payton | Tim Minear e Brad Falchuk   | 23 de setembro de 2018 | 9,83                                   |
| 12           | 2            | "7.1"                       | Bradley Buecker       | Zachary Reiter              | 24 de setembro de 2018 | 6,60                                   |
| 13           | 3            | "Help Is Not Coming"        | Bradley Buecker       | Zachary Reiter e Tim Minear | 1 de outubro de 2018   | 6,09                                   |
| 14           | 4            | "Stuck"                     | Sarah Boyd            | John J. Gray                | 8 de outubro de 2018   | 5,92                                   |
| 15           | 5            | "Awful People"              | Kevin Hooks           | Kristen Reidel              | 15 de outubro de 2018  | 5,88                                   |
| 16           | 6            | "Dosed"                     | Gwyneth Horder-Payton | Juan Carlos-Coto            | 22 de outubro de 2018  | 5,64                                   |
| 17           | 7            | "Haunted"                   | Loni Peristere        | Erica L. Anderson           | 29 de outubro de 2018  | 5,63                                   |
| 18           | 8            | "Buck, Actually"            | Varda Bar-Kar         | Matthew Hodgson             | 5 de novembro de 2018  | 5,59                                   |
| 19           | 9            | "Hen Begins"                | Jennifer Lynch        | Aristotle Kousakis          | 19 de novembro de 2018 | 5,15                                   |
| 20           | 10           | "Merry Ex-Mas"              | Bradley Buecker       | Christopher Monfett         | 26 de novembro de 2018 | 6,15                                   |
| 21           | 11           | "New Beginnings"            | John J. Gray          | Tim Minear e Kristen Reidel | 18 de março de 2019    | 5.96                                   |
| 22           | 12           | "Chimney Begins"            | Jennifer Lynch        | Erica L. Anderson           | 25 de março de 2019    | 5.66                                   |
| 23           | 13           | "Fight or Flight"           | Millicent Shelton     | Kristen Reidel              | 1 de abril de 2019     | 6.16                                   |
| 24           | 14           | "Broken"                    | Bradley Buecker       | Juan Carlos-Coto            | 15 de abril de 2019    | 5,65                                   |
| 25           | 15           | "Ocean's 9-1-1"             | Mary Wigmore          | Andrew Meyers               | 22 de abril de 2019    | 5,99                                   |
| 26           | 16           | "Bobby Begins Again"        | Jennifer Lynch        | Christopher Monfette        | 29 de abril de 2019    | 5,49                                   |
| 27           | 17           | "Careful What You Wish For" | Bradley Bueckler      | Matthew Hodgson             | 6 de maio de 2019      | 5,81                                   |
| 28           | 18           | This Life We Choose         | Bradley Bueckler      | Tim Minear                  | 13 de maio de 2019     | 6,44                                   |

### 3.ª temporada (2019–2020)
| N.º na série | N.º na temp. | Título                         | Dirigido por            | Escrito por                                    | Exibição original      | Audiência nos Estados Unidos (milhões) |
| ------------ | ------------ | ------------------------------ | ----------------------- | ---------------------------------------------- | ---------------------- | -------------------------------------- |
| 29           | 1            | "Kids Today"                   | Jennifer Lynch          | Kristen Reidel                                 | 23 de setembro de 2019 | 7,14                                   |
| 30           | 2            | "Sink ir Swim"                 | Bradley Buecker         | Juan Carlos-Coto                               | 30 de setembro de 2019 | 7,46                                   |
| 31           | 3            | "The Searchers"                | Chad Lowe               | David Fury                                     | 7 de outubro de 2019   | 7,34                                   |
| 32           | 4            | "Triggers"                     | Joaquín Sedillo         | David Fury, Christopher Monfette e Tonya Kong  | 14 de outubro de 2019  | 6,30                                   |
| 33           | 5            | "Rage"                         | Jann Turner             | Lyndsey Beaulieu                               | 21 de outubro de 2019  | 6,54                                   |
| 34           | 6            | "Monsters"                     | Tina Mabry              | Christopher Monfette                           | 28 de outubro de 2019  | 6,26                                   |
| 35           | 7            | "Athena Begins"                | Tasha Smith             | Kristen Reidel                                 | 4 de novembro de 2019  | 6,08                                   |
| 36           | 8            | "Malfunction"                  | Joaquín Sedillo         | Tonya Kon                                      | 11 de novembro de 2019 | 6,54                                   |
| 37           | 9            | "Fallout"                      | Marcus Stokes           | Juan Carlos-Coto                               | 25 de novembro de 2019 | 6,14                                   |
| 38           | 10           | "Christmas Spirit"             | Alonso Alvarez-Barreda  | Andrew Meyers                                  | 2 de dezembro de 2019  | 6,81                                   |
| 39           | 11           | "Seize the Day"                | Sarah Boyd              | Lyndsey Beaulieu                               | 16 de março de 2020    | 6,97                                   |
| 40           | 12           | "Fools"                        | David Grossman          | Andrew Meyers                                  | 23 de março de 2020    | 7,03                                   |
| 41           | 13           | "Pinned"                       | John J. Gray            | Nadia Abass-Madden e Juan Carlos Coto          | 30 de março de 2020    | 7,22                                   |
| 42           | 14           | "The Taking of Dispatch 9-1-1" | Marshall Tyler          | Nadia Abass-Madden e Andrew Meyers             | 13 de abril de 2020    | 7,63                                   |
| 43           | 15           | "Eddie Begins"                 | Robert M. Williams, Jr. | Robert M. Williams, Jr. e Christopher Monfette | 20 de abril de 2020    | 6,84                                   |
| 44           | 16           | "The One That Got Away"        | Millicent Shelton       | David Fury                                     | 27 de abril de 2020    | 6,81                                   |
| 45           | 17           | "Powerless"                    | Kristen Reidel          | Lyndsey Beaulieu e Kristen Reidel              | 4 de maio de 2020      | 6,99                                   |
| 46           | 18           | "What's Next?"                 | Jennifer Lynch          | Juan Carlos Coto e Kristen Reidel              | 11 de maio de 2020     | 7,29                                   |

### 4.ª temporada (2021)
| N.º na série | N.º na temp. | Título                          | Dirigido por            | Escrito por                         | Exibição original       | Audiência nos Estados Unidos (milhões) |
| ------------ | ------------ | ------------------------------- | ----------------------- | ----------------------------------- | ----------------------- | -------------------------------------- |
| 47           | 1            | "The New Abnormal"              | David Grossman          | Juan Carlos Coto                    | 18 de janeiro de 2021   | 7,19                                   |
| 48           | 2            | "Alone Together"                | David Grossman          | Lyndsey Beaulieu                    | 25 de janeiro de 2021   | 7,21                                   |
| 49           | 3            | "Future Tense"                  | Marita Grabiak          | Andrew Meyers                       | 1 de fevereiro de 2021  | 6,77                                   |
| 50           | 4            | "9-1-1, What's Your Grievance?" | Brenna Malloy           | Nadia Abass-Madden                  | 8 de fevereiro de 2021  | 6,86                                   |
| 51           | 5            | "Buck Begins"                   | Jann Turner             | Juan Carlos Coto                    | 15 de fevereiro de 2021 | 6,84                                   |
| 52           | 6            | "Jinx"                          | Jann Turner             | Taylor Wong                         | 22 de fevereiro de 2021 | 6,73                                   |
| 53           | 7            | "There Goes the Neighborhood"   | Sharat Raju             | Stacey Rose                         | 1 de março de 2021      | 6,40                                   |
| 54           | 8            | "Breaking Point"                | David Grossman          | Bob Goodman                         | 8 de março de 2021      | 6,27                                   |
| 55           | 9            | "Blindsided"                    | Marcus Stokes           | Andrew Meyers                       | 19 de abril de 2021     | 6,24                                   |
| 56           | 10           | "Parenthood"                    | David Grossman          | Lyndsey Beaulieu                    | 26 de abril de 2021     | 5,96                                   |
| 57           | 11           | "First Responders"              | Tasha Smith             | Kristen Reidel & Nadia Abass-Madden | 3 de maio de 2021       | 6,12                                   |
| 58           | 12           | "Treasure Hunt"                 | David Grossman          | Bob Goodman                         | 10 de maio de 2021      | 5,83                                   |
| 59           | 13           | "Suspicion"                     | Brenna Malloy           | Lyndsey Beaulieu & Andrew Meyers    | 17 de maio de 2021      | 5,93                                   |
| 60           | 14           | "Survivors"                     | Robert M. Williams, Jr. | Kristen Reidel                      | 24 de maio de 2021      | 6,35                                   |

### 5.ª temporada (2021–2022)
| N.º na série | N.º na temp. | Título original             | Dirigido por       | Escrito por                           | Exibição original      | Audiência (milhões)   |
| ------------ | ------------ | --------------------------- | ------------------ | ------------------------------------- | ---------------------- | --------------------- |
| 61           | 1            | "Panic"                     | Bradley Buecker    | Tim Minear & Juan Carlos Coto         | 20 de setembro de 2021 | 5,08                  |
| 62           | 2            | "Desperate Times"           | Bradley Buecker    | Lyndsey Beaulieu & Andrew Meyers      | 27 de setembro de 2021 | 5,45                  |
| 63           | 3            | "Desperate Measures"        | Ben Hernandez Bray | Kristen Reidel                        | 4 de outubro de 2021   | 5,25                  |
| 64           | 4            | "Home and Away"             | Brenna Malloy      | Bob Goodman                           | 11 de outubro de 2021  | 5,25                  |
| 65           | 5            | "Peer Pressure"             | Joaquín Sedillo    | Nadia Abass-Madden                    | 18 de outubro de 2021  | 5,28                  |
| 66           | 6            | "Brawl in Cell Block 9-1-1" | Paula Hunziker     | Andrew Meyers                         | 5,20                   | 1 de novembro de 2021 |
| 67           | 7            | "Ghost Stories"             | Kristen Windell    | Stacey R. Rose                        | 8 de novembro de 2021  | 5,01                  |
| 68           | 8            | "Defend In Place"           | James Wong         | Taylor Wong                           | 15 de novembro de 2021 | 5,11                  |
| 69           | 9            | "Past Is Prologue"          | Marcus Strokes     | Ian Sobel                             | 29 de novembro de 2021 | 5,37                  |
| 70           | 10           | "Wrapped In Red"            | Brenna Malloy      | Lyndsey Beaulieu & Nadia Abass-Madden | 6 de dezembro de 2021  | 5,39                  |
| 71           | 11           | "Outside Looking In"        | Shauna Duggins     | Bob Goodman                           | 21 de março de 2022    | 5,37                  |
| 72           | 12           | "Boston"                    | Dwight H. Little   | Lyndsey Beaulieu                      | 28 de março de 2022    | 4,97                  |
| 73           | 13           | "Fear-o-Phobia"             | Marcus Strokes     | Andrew Meyers & Juan Carlos Coto      | 11 de abril de 2022    | 5,06                  |
| 74           | 14           | "Dumb Luck"                 | John J. Gray       | Taylor Wong                           | 18 de abril de 2022    | 5,04                  |
| 75           | 15           | "FOMO"                      | Marita Grabiak     | Nicole Barraza Keim                   | 25 de abril de 2022    | 5,08                  |
| 76           | 16           | "May Day"                   | Juan Carlos Coto   | Juan Carlos Coto                      | = 2 de maio de 2022    | 5,12                  |
| 77           | 17           | "Hero Complex"              | Marita Grabiak     | Stacey R. Rose & Kristen Reidel       | 9 de maio de 2022      | 5,30                  |
| 78           | 18           | "Starting Over"             | Kristen Reidel     | Kristen Reidel                        | 16 de maio de 2022     | 5,55                  |

### 6.ª temporada (2022–2023)
| N.º na série | N.º na temp. | Título original        | Dirigido por                 | Escrito por                         | Exibição original      | Audiência (milhões) |
| ------------ | ------------ | ---------------------- | ---------------------------- | ----------------------------------- | ---------------------- | ------------------- |
| 79           | 1            | "Let The Games Begin"  | Jann Turner                  | Andrew Meyers                       | 19 de setembro de 2022 | 4,82                |
| 80           | 2            | "Crash & Learn"        | Juan Carlos Coto             | Juan Carlos Coto                    | 26 de setembro de 2022 | 4,56                |
| 81           | 3            | "The Devil You Know"   | Steven Tsuchida              | Lyndsey Beaulieu                    | 3 de outubro de 2022   | 5,00                |
| 82           | 4            | "Animal Instincts"     | Michael Medico               | Stacey R. Rose                      | 10 de outubro de 2022  | 4,90                |
| 83           | 5            | "Home Invasion"        | Marita Grabiak               | Nadia Abass-Madden                  | 17 de outubro de 2022  | 4,97                |
| 84           | 6            | "Tomorrow"             | Joaquín Sedillo              | Nicole Barraza Keim                 | 24 de outubro de 2022  | 5,15                |
| 85           | 7            | "Cursed"               | James Wong                   | Taylor Wong                         | 7 de novembro de 2022  | 5,09                |
| 86           | 8            | "What's Your Fantasy?" | Marita Grabiak               | Andrew Meyers                       | 14 de novembro de 2022 | 4,94                |
| 87           | 9            | "Red Flag"             | Brenna Malloy                | Nicole Barraza Keim                 | 28 de novembro de 2022 | 4,96                |
| 88           | 10           | "In a Flash"           | Bradley Buecker              | Juan Carlos Coto                    | 6 de março de 2023     | 4,95                |
| 89           | 10           | "In Another Life"      | ASA                          | Lyndsey Beaulieu                    | 13 de março de 2023    | 4,38                |
| 90           | 12           | "Recovery"             | John J. Gray                 | Andrew Meyers                       | 20 de março de 2023    | 4,41                |
| 91           | 13           | "Mixed Feelings"       | Joaquín Sedillo & Jan Turner | Lyndsey Beaulieu                    | 10 de abril de 2023    | 4,48                |
| 92           | 14           | "Performance Anxiety"  | Shauna Duggins               | Nadia Abass-Madden                  | 17 de abril de 2023    | 4,46                |
| 93           | 15           | "Death and Taxes"      | Greg Sirota                  | Taylor Wong                         | 24 de abril de 2023    | 4,53                |
| 94           | 16           | "Lost & Found"         | Brenna Malloy                | Lyndsey Beaulieu                    | 1 de maio de 2023      | 4,17                |
| 95           | 17           | "Love Is In the Air"   | Juan Carlos Coto             | Juan Carlos Coto                    | 8 de maio de 2023      | 4,48                |
| 98           | 16           | "Pay It Forward"       | Bradley Buecker              | Nicole Barraza Keim & Andrew Meyers | 15 de maio de 2023     | 4,32                |

### 7.ª temporada (2024)
| N.º na série | N.º na temp. | Título original                 | Dirigido por        | Escrito por                             | Exibição original   | Audiência (milhões) |
| ------------ | ------------ | ------------------------------- | ------------------- | --------------------------------------- | ------------------- | ------------------- |
| 97           | 1            | "Abandon Ships"                 | John J. Gray        | Tim Minear                              | 24 de março de 2024 | 4,92                |
| 98           | 2            | "Rock the Boat"                 | Bradley Buecker     | Lyndsey Beaulieu & Juan Carlos Coto     | 21 de março de 2024 | 5,42                |
| 99           | 3            | "Capsized"                      | Bradley Buecker     | Juan Carlos Coto & Lyndsey Beaulieu     | 28 de março de 2024 | 5,53                |
| 100          | 4            | "Buck, Bothered and Bewildered" | Chad Lowe           | Andrew Meyers & Bradley Michael Marques | 4 de abril de 2024  | 4,76                |
| 101          | 5            | "You Don't Know Me"             | Brenna Malloy       | Lyndsey Beaulieu & Taylor Wong          | 11 de abril de 2024 | 4,61                |
| 102          | 6            | "There Goes the Groom"          | ASA                 | Tim Minear & Nicole Barraza Keim        | 2 de maio de 2024   | 4,28                |
| 103          | 7            | "Ghost of a Second Chance"      | James Wong          | Taylor Wong & James Wong                | 9 de maio de 2024   | 4,39                |
| 104          | 8            | "Step Nine"                     | John J. Gray        | Tim Minear & Kristen Reidel             | 16 de maio de 2024  | 3,68                |
| 105          | 9            | "Ashes, Ashes"                  | Christine Khalafian | Andrew Meyers & Juan Carlos Coto        | 23 de maio de 2024  | 4,54                |
| 106          | 10           | "All Fall Down""                | John J. Gray        | Kristen Reidel & Lyndsey Beaulieu       | 30 de maio de 2024  | 5,19                |

### 8.ª temporada (2024)
-->
| N.º na série | N.º na temp. | Título original                 | Dirigido por        | Escrito por                                                                                   | Exibição original      | Audiência (milhões) |
| ------------ | ------------ | ------------------------------- | ------------------- | --------------------------------------------------------------------------------------------- | ---------------------- | ------------------- |
| 107          | 1            | "Buzzkill"                      | James Wong          | Molly Green & James Leffler                                                                   | 26 de setembro de 2024 | 4,93                |
| 108          | 2            | "When the Boeing Gets Tough..." | Bradley Buecker     | Ted Griffin & Tim Minear                                                                      | 3 de outubro de 2024   | 4,92                |
| 109          | 3            | "Final Approach"                | Bradley Buecker     | Tim Minear & Ted Griffin                                                                      | 10 de outubro de 2024  | 5,52                |
| 110          | 4            | "No Place Like Home"            | Marita Grabiak      | Lyndsey Beaulieu                                                                              | 17 de outubro de 2024  | 4,16                |
| 111          | 5            | "Masks"                         | Christine Khalafian | Taylor Wong                                                                                   | 24 de outubro de 2024  | 3,97                |
| 112          | 6            | "Confessions"                   | Chad Lowe           | Andrew Meyers                                                                                 | 7 de novembro de 2024  | 4,15                |
| 113          | 7            | "Hotshots"                      | Keith Tripler       | Lyndsey Beaulieu & Aisha Casey                                                                | 14 de novembro de 2024 | 4,01                |
| 114          | 8            | "Wannabes"                      | Bradley Buecker     | Molly Green & James Leffler                                                                   | 21 de novembro de 2024 | 4,60                |
| 115          | 9            | "Sob stories"                   | Bradley Buecker     | Teleplay by : Tim Minear & Rashad Raisani Story by : Tim Minear & Rashad Raisani & Matt Solik | 6 de março de 2025     | 4,66                |
| 116          | 10           | "Voices"                        | Jennifer Lynch      | Ted Griffin & Molly Savard                                                                    | 13 de março de 2025    | 4,21                |
| 117          | 11           | "Holy mother of god"            | Aisha Hinds         | Taylor Wong & Darek Cioch                                                                     | 20 de março de 2025    | 4,75                |
| 118          | 12           | "Desconnected"                  | Tessa Blake         | Molly Green & James Leffler                                                                   | 27 de março de 2025    | 5,04                |
| 119          | 13           | "Invisible"                     | Brenna Malloy       | Lyndsey Beaulieu & Taylor Wong                                                                | 3 de abril de 2025     | 4,12                |
| 120          | 14           | "Sick Day"                      | Karla Braun         | Lyndsey Beaulieu & Taylor Wong                                                                | 10 de abril de 2025    | 4,47                |
| 121          | 15           | "Lab Rats"                      | Dawn Wilkinson      | Kristen Reidel & Molly Green & James Leffler                                                  | 17 de abril de 2025    | 3,80                |
| 122          | 16           | "The Last Alarm"                | John J. Gray        | Tim Minear & Kristen Reidel                                                                   | 1 de maio de 2025      | 4,80                |
| 123          | 17           | ""Don't Drink the Water"        | Jonathan Lawrence   | Molly Green e James Leffler                                                                   | 8 de maio de 2025      | 3,98                |
| 124          | 18           | "Seismic Shifts"                | Bradley Buecker     | Molly Green e James Leffler                                                                   | 15 de maio de 2025     | 4,04                |

| Temporada | Temporada | Ep. 1 | Ep. 2 | Ep. 3 | Ep. 4 | Ep. 5 | Ep. 6 | Ep. 7 | Ep. 8 | Ep. 9 | Ep. 10 | Ep. 11 | Ep. 12 | Ep. 13 | Ep. 14 | Ep. 15 | Ep. 16 | Ep. 17 | Ep. 18 | Audiência |
| --------- | --------- | ----- | ----- | ----- | ----- | ----- | ----- | ----- | ----- | ----- | ------ | ------ | ------ | ------ | ------ | ------ | ------ | ------ | ------ | --------- |
|           | 1         | 6.83  | 5.55  | 6.21  | 6.57  | 6.21  | 6.64  | 5.95  | 6.05  | 6.55  | 6.63   | N/A    | N/A    | N/A    | N/A    | N/A    | N/A    | N/A    | N/A    | 6.32      |
|           | 2         | 9.83  | 6.60  | 6.09  | 5.92  | 5.88  | 5.62  | 5.63  | 5.59  | 5.15  | 6.15   | 5.96   | 5.66   | 6.16   | 5.65   | 5.99   | 5.49   | 5.81   | 6.44   | 6.09      |
|           | 3         | 7.14  | 7.48  | 7.34  | 6.31  | 6.54  | 6.26  | 6.08  | 6.54  | 6.14  | 6.81   | 6.97   | 7.03   | 7.22   | 7.63   | 6.84   | 6.81   | 6.99   | 7.29   | 6.85      |
|           | 4         | 7.19  | 7.21  | 6.77  | 6.86  | 6.84  | 6.73  | 6.40  | 6.27  | 6.24  | 5.96   | 6.12   | 5.83   | 5.93   | 6.35   | N/A    | N/A    | N/A    | N/A    | 6.47      |
|           | 5         | 5.08  | 5.45  | 5.25  | 5.25  | 5.28  | 5.20  | 5.01  | 5.11  | 5.37  | 5.39   | 5.37   | 4.97   | 5.06   | 5.04   | 5.08   | 5.12   | 5.30   | 5.55   | 5.21      |
|           | 6         | 4.82  | 4.56  | 5.00  | 4.90  | 4.97  | 5.15  | 5.09  | 4.94  | 4.96  | 4.95   | 4.38   | 4.41   | 4.48   | 4.46   | 4.53   | 4.17   | 4.48   | 4.32   | 4.68      |
|           | 7         | 4.92  | 5.42  | 5.53  | 4.75  | 4.61  | 4.28  | 4.39  | 3.68  | 4.54  | 5.19   | N/A    | N/A    | N/A    | N/A    | N/A    | N/A    | N/A    | N/A    | 4.73      |
|           | 8         | 4.93  | 4.92  | 5.52  | 4.16  | 3.97  | 4.15  | 4.01  | 4.60  | 4.66  | 4.21   | 4.75   | 5.04   | 4.12   | 4.47   | 3.80   | 4.80   | 3.98   | 4.04   | 4.45      |